# Fidelity International
Fidelity International es una gestora internacional de fondos de inversión. La inversión es su única actividad.
Es una empresa independiente y de propiedad privada. La mayor parte de la compañía se encuentra en manos de sus empleados, aunque la familia fundadora Johnson todavía posee una minoría sustancial.

## Historia
En 1946 nace Fidelity Management & Research en Boston.
En 1980 se crea la división internacional de Fidelity Worldwide Investment para las operaciones fuera de Estados Unidos y Canadá.